# Gabinete Herriot III
O Gabinete Herriot III foi o ministério formado por Édouard Herriot em 03 de junho de 1932 e dissolvido em 14 de dezembro do mesmo ano. Foi o 90º gabinete da Terceira República Francesa, sendo antecedido pelo Gabinete Tardieu III e sucedido pelo Gabinete Paul-Boncour.

## Contexto
O terceiro e último gabinete de Édouard Herriot foi o primeiro governo após as eleições legislativas de 1932, sendo formado após uma ampla vitória do segundo "Cartel das Esquerdas".
Devido à crise econômica, Herriot buscou implementar uma política de austeridade, evitando, portanto, oferecer aos socialistas qualquer participação no governo. Para tornar essa austeridade eficaz, ele intensificou a luta contra a fraude fiscal, o que levou ao "Caso do Banque commerciale de Bâle".
Após ter sido derrotado durante um debate sobre a dívida interaliada, seu governo renunciou, em 12 de dezembro de 1932, sendo substituído, dias depois, por um gabinete liderado por Joseph Paul-Boncour, então ministro da Guerra.

## Composição

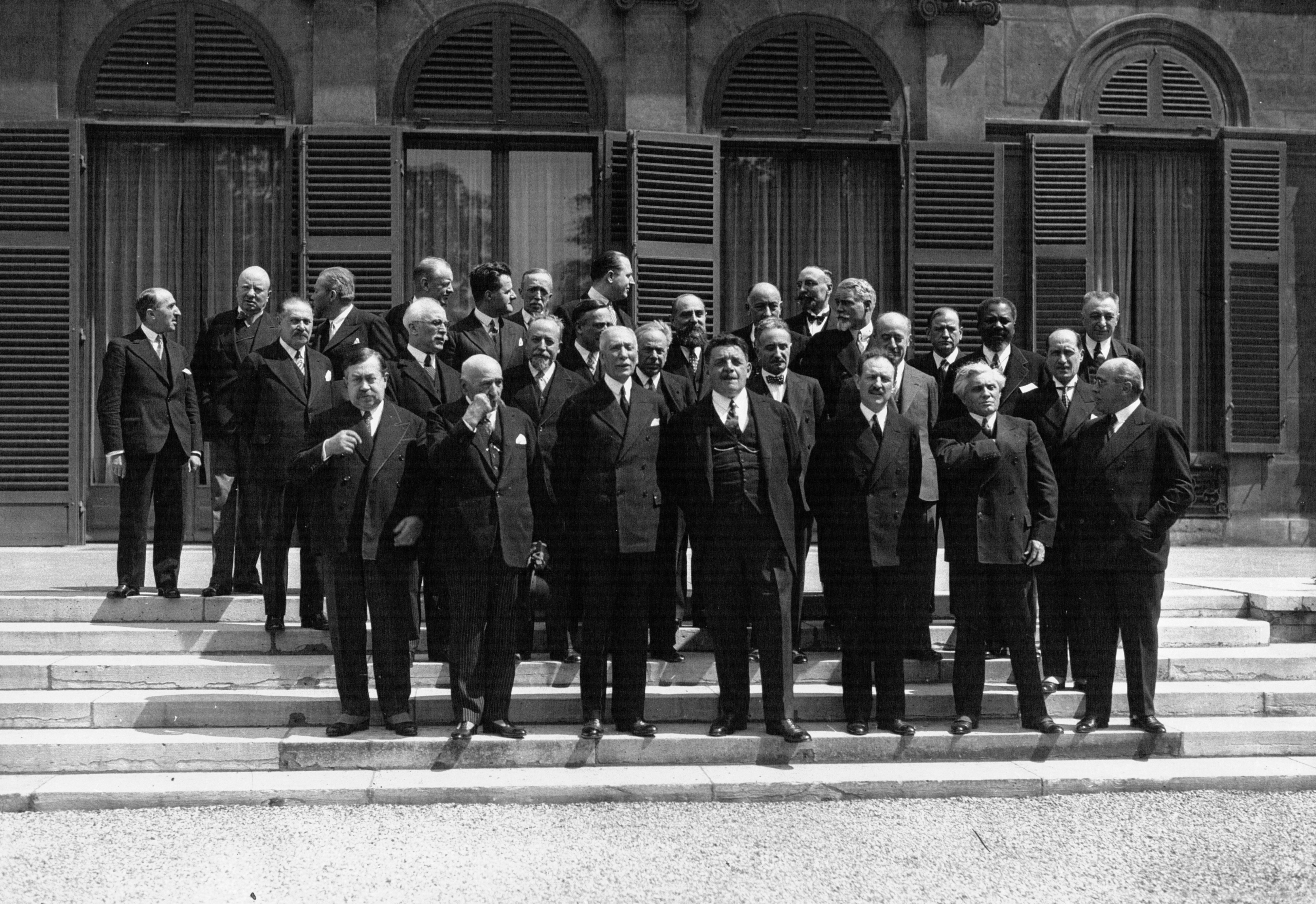
O 3º Gabinete Herriot em fotografia de 1932.

- Presidente da República: Albert Lebrun
- Presidente do Conselho de Ministros: Édouard Herriot
- Ministro dos Estrangeiros: Édouard Herriot
- Ministro da Justiça: René Renoult
- Ministro do Interior: Camille Chautemps
- Ministro da Guerra: Joseph Paul-Boncour
- Ministro das Finanças: Louis Germain-Martin
- Ministro da Educação Nacional: Anatole de Monzie
- Ministro das Obras Públicas: Édouard Daladier
- Ministro da Agricultura: Abel Gardey
- Ministro do Comércio: Julien Durand
- Ministro dos Correios, Telégrafos e Telefones: Henri Queuille
- Ministro do Trabalho e Segurança Social: Albert Dalimier
- Ministro das Pensões: Adrien Berthod
- Ministro da Saúde Pública: Justin Godart
- Ministro das Colônias: Albert Sarraut
- Ministro da Marinha: Georges Leygues
- Ministro do Ar: Paul Painlevé
- Ministro da Marinha Mercante: Léon Meyer
- Ministro do Orçamento: Maurice Palmade

## Realizações
- Implementação de uma política de deflação.